# L'Araignée (Arrieu)
Pour les articles homonymes, voir L'Araignée.
L'Araignée est une mélodie pour voix et piano de la compositrice française Claude Arrieu, écrite en 1948.

## Contexte et création
Claude Arrieu compose L'Araignée en 1948 sur un texte de Claude-André Puget extrait de son recueil La Nuit des temps. L'œuvre est publiée par Amphion en 1969.